# Die Dame mit der Maske (1928)
Die Dame mit der Maske ist ein deutsches Stummfilmdrama aus dem Jahre 1928 von Wilhelm Thiele mit der Französin Arlette Marchal in der Titelrolle einer verarmten jungen Adeligen und Max Gülstorff als ihr Vater. Heinrich George spielte eine weitere Hauptrolle als schmieriger Emporkömmling in dieser „Tragödie aus der Inflationszeit“.

## Handlung
Deutschland in den 1920er Jahren. Der alte Baron von Seefeld und seine junge hübsche Tochter Doris haben aufgrund der Hyperinflation alles verloren und sind nun verarmt. Doris versetzt ihren wertvollsten Mantel, und auch ihr schmuckes Haus müssen Vater und Tochter verkaufen. Der neue Villenbesitzer ist der bullige Holzhändler Otto Hanke und ein Parvenü wie aus dem Bilderbuch. Um seine junge Geliebte, die Tänzerin Kitty, bei Laune zu halten, ist er als Finanzier des Apollo-Theaters eingestiegen, wo man auf Teufel komm raus versucht, die weitgehend talentfreie junge Frau als Revuestar durchzusetzen. Doris von Seefeld ist über ihre Situation derart verzweifelt, dass sie mit dem Gedanken spielt, sich das Leben zu nehmen und ins Wasser zu gehen. In dieser Lage lernt sie den aus dem bolschewistischen Russland nach Deutschland geflohenen Exilrussen Alexander von Illagin kennen, der, einst reich als Gutsbesitzer im Zarenreich, nunmehr wie sie auch verarmt ist und sich als Statist am Apollo-Theater durchschlägt. Alexander empfiehlt Doris, doch wie er ebenfalls mal am Apollo-Theater zu versuchen, vielleicht habe man ja dort einen Job für sie.
Gesagt – getan. Als Doris beim Revuedirektor vorspricht, erkennt der gleich, dass sie Talent hat – jedenfalls allemal mehr als eben jene Kitty. Doris soll nun Kitty ersetzen und statt dieser der kommende Revuestar werden. Nur hat die Sache einen Haken: Man macht ihr klar, dass sie leicht bekleidet, um nicht zu sagen, fast völlig nackt aufzutreten habe. Entrüstet weist die junge Frau mit ihrem Adelsstolz dieses Ansinnen zunächst zurück. Dann aber erwägt sie die Alternative, und die bedeutet für sie und ihren mittellosen Vater alles andere als Gutes. Und so nimmt Doris das Angebot an – allerdings unter einer Bedingung: Sie bittet sich aus, dass sie während ihrer Auftritte stets eine Maske tragen darf, um nicht erkannt zu werden und ins Gerede zu kommen. Ihrer Bitte wird entsprochen. Um dem Vater daheim den erwarteten Geldsegen plausibel erklären zu können, behauptet Doris, dass sie bei einem Verlag das Jagdgeschichten-Manuskript des als Hobbyautor tätigen Vaters untergebracht und sich selbst einen Posten als Klavierspielerin besorgt habe.
Da dem ungehobelten Klotz Hanke nunmehr die reizvolle und sinnliche Doris sehr viel besser gefällt als Kitty, lässt er seine bisherige Freundin kurzerhand für das Adelsfrollein fallen. Die aber ziert sich sehr und schlägt auch all seine Einladungen für ein privates Rendezvous aus. Daraufhin lädt der Hanke, der Finanzier der Revuetruppe, kurzerhand selbige in toto zu einem geselligen Beieinandersein in seiner Villa ein. Um Mitternacht erscheint auch jene ominöse „Dame mit der Maske“. Doch es ist nicht Doris. Hanke versucht nun, selbige unter Druck zu setzen, in dem sie droht, ihrem Vater die ganze Wahrheit über Doris’ wahre Beschäftigung zu stecken. Doris gibt schließlich nach, nimmt aber vorsichtshalber einen Revolver zu dem aufgenötigten Tête-à-Tête mit. Prompt wird Otto Hanke zudringlich, doch mit der Waffe in der Hand kann die junge Frau den Unsympathen auf Distanz halten. Wie ein geprügelter Hund kehrt Hanke zu der schnöde sitzengelassenen Kitty zurück, während Doris mit ihrem Exilrussen Alexander, der in der Zwischenzeit Teile seines Vermögens wiedererlangen – es findet sich in seiner Schuhsohle wertvoller Schmuck, den kurz vor Alexanders Flucht aus dem neu geschaffenen Sowjetstaat ein Wohlmeinender dort versteckt hatte – konnte, zusammenkommen will.

## Produktionsnotizen
Die Dame mit der Maske entstand im Frühjahr 1928 in den UFA-Ateliers in Neubabelsberg. Der Film maß 2520 Meter Länge, verteilt auf sechs Akte. Die Uraufführung erfolgte am 26. September 1928 in den Berliner Kammerlichtspielen.
Bei der ersten Zensurvorlage am 18. Mai 1928 wurde der Film wegen der zahlreichen Szenen mit leicht- oder überhaupt nicht bekleideten Frauen als „entsittlichend“ angesehen und dementsprechend von der Behörde komplett verboten. Dieses Verbot wurde sechs Tage später wieder aufgehoben, und der Film nach einigen wenigen Schnitten, die jedoch lediglich 23 Meter ausmachten, allgemein zugelassen. Lediglich ein Jugendverbot wurde erlassen.
Hans von Wolzogen und Alexander Esway übernahmen die Produktionsleitung, die Filmbauten schuf Erich Czerwonski. Hans Richter sorgte für die optischen Trickaufnahmen (er montierte z. B. zu Beginn des Films geschickt eine Inflationsbildaufnahme ein).

## Kritiken
Hans Feld lobte im Film-Kurier zunächst die Montage-Inflationsszenen Hans Richters und befand im Übrigen: „Die Hauptwirkungen des Films werden aus der immer wieder interessierenden Welt der Kulissen bezogen. Eine Revue im Entstehen, prachterfüllte Starauftritte (…) Bemerkenswert ist die technische Sauberkeit, mit der bewußt ein Geschäftsfilm produziert worden ist. Der großzügig angelegte Rahmen ermöglicht es dem Kameramann Carl Drews, in Großaufnahme und Totale gleich ausgewogene Arbeit zu leisten. (…) Vom Regisseur wird nicht mehr verlangt, als das Umsetzen des Drehbuchs in Auftritte und Einzelszenen, Wilhelm Thiele entspricht dem durchaus. (…) Heinrich George, sichtlich irritiert durch den Mangel einer die Spieler führenden Autoritätsregie, tappt herum, ohne sich zurecht zu finden. Ohne sich vorzudrängen, erzielt Paul Hörbiger mühelos einen Sondererfolg, so konzentriert, so wahrhaft komisch, so menschlich echt, spielt er die Wurzenrolle des Bauernknechts.“
In der Fachzeitschrift Der Film wurde zunächst Henrik Galeens als unzeitgemäß empfundenes Drehbuch massiv kritisiert. Weiters war aber zu lesen: „Dies inszenierte Wilhelm Thiele sehr geschickt. Er fragte sich, was wohl bei einem Film das Wesentliche wäre, und fand die Antwort in der Erfahrungslehre, daß Bilder eben dem großen Publikum gefallen müssen. Er handelte entsprechend und brachte Schwung und Bewegung und Kontrastwirkung in die Handlung, verweilte bei kleinen, feinen Nebensächlichkeiten, schmückte aus und feilte und sparte auch mit ganzvollen Szenen nicht.“